# Scutozetes ovalis
Scutozetes ovalis är en kvalsterart som först beskrevs av Hammer 1977.  Scutozetes ovalis ingår i släktet Scutozetes och familjen Tegoribatidae. Inga underarter finns listade i Catalogue of Life.